# 아키엘 줄리앙
아키엘 줄리앙(Akiel Julien, 1996년 10월 31일 ~ )은 그레나다계 캐나다인 배우이다.

## 영화
- 더 넥스트 스텝 (2016-2018)
- 경멸에 (2018)
- 프랭키 드레이크 미스터리 (2018)
- 웨인 (2019)
- 신들의 전쟁 (2019)
- 우리가 그림자 속에서 하는 일 (2019)
- 더 보이즈 (2019)
- 유토피아 폭포 (2020)
- 파커 앤더슨스 (2021)
- 검은 가장 친한 친구의 복수 (2022)